# FIFA '99
FIFA '99 is een videospel uitgebracht eind 1998 op PlayStation, Windows en Nintendo 64. De game werd ontwikkeld door Software Creations en uitgegeven door EA Sports. Het was het zevende spel in de FIFA−serie.

## Spelsysteem
Er zijn 12 nationale kampioenschappen in de editie: Duits, Engels, Belgisch, Braziliaans, Schots, Spaans, Amerikaans, Frans, Italiaans, Nederlands, Portugees en Zweeds. Er is een veertigtal nationale teams aanwezig in het spel. Dit is veel minder dan in FIFA '98.
Vergeleken met FIFA '98: Road To World Cup biedt het spel meer soepelheid en de reactiesnelheid is verbeterd. Verder is er een verbetering bij de gezichtsanimatie voor de spelers, doordat de hoofden nu niet meer allemaal even groot zijn. Het speltype futsal verdwijnt uit het spel. Er is een nieuw mogelijkheid om eigen bekers en competities te creëren.

## Trivia
- Dit is de eerste uitgave van de FIFA Football−serie voor op de PlayStation.
- De Braziliaanse voetballer Ronaldo bestond niet onder zijn echte naam in het spel. Hij had verschillende namen op de verschillende spelcomputers. Op de PC had hij de naam G. Silva en speelde hij bij Inter Milaan.[2]
- De beschikbare clubs waren voornamelijk gevuld met fictionele spelers. Doordat FIFA bij veel spelers geen licentie had om ze te gebruiken in het spel heeft het team van Electronic Arts namen toegevoegd van eigen werknemers, ondanks dat EA destijds al internationaal bekend was.